# Pauline Peyraud-Magnin
Pauline Peyraud-Magnin (Lione, 17 marzo 1992) è una calciatrice francese, portiere della Juventus e della nazionale francese.

## Biografia
Pauline Peyraud-Magnin nasce e cresce in una famiglia di sportivi: suo padre è stato un giocatore del CS Neuville, suo zio ha militato nel Real Saragozza e infine suo nonno è stato presidente della Croix-Rousse, squadra di un quartiere di Lione.
Nel 2020 ha fatto coming out, diventando la prima nazionale francese a dichiararsi lesbica durante la carriera agonistica.
Nel luglio 2022 Camille, la sua ex compagna, viene ritrovata morta presso la loro abitazione di Torino, a ridosso del Campionato europeo che Peyraud-Magnin disputerà da lì a breve: dalle indagini, si è trattato di un suicidio conseguente la fine della relazione tra le due.

## Caratteristiche tecniche
È un portiere ed è mancina. Lei stessa si definisce abile nella gestione della difesa e nell'utilizzo dei piedi.

## Carriera

### Club
Dopo un'infanzia trascorsa nel tennis e nell'equitazione, inizia a giocare a calcio nella squadra della propria città. A 11 anni passa dapprima al Caluire SC, uno dei pochi club calcistici femminili della sua città, e poi al Montanay, per approdare infine all'Olympique Lione nel 2005. Fino al 2008 gioca nelle giovanili del club, mentre dal 2008 al 2012 con la seconda squadra. Debutta in prima squadra nella stagione 2012-2013, contribuendo alla vittoria del campionato e della Coppa di Francia sia di quella stagione sia di quella seguente. Dopo tre anni all'estero ritorna all'Olympique Lione, disputando la finale di Coppa nazionale e una gara di Women's Champions League, vinta.
Il 12 luglio 2018 si trasferisce all'Arsenal, squadra con la quale diventa campionessa d'Inghilterra alla prima partecipazione. Conclude anzitempo la stagione a causa di un infortunio al ginocchio subìto all'esordio in nazionale. Nella stagione successiva, patisce la concorrenza del neoacquisto austriaca Manuela Zinsberger che disputa la maggior parte delle partite stagionali delle londinesi.
Nel luglio del 2020 si accasa all'Atlético Madrid, dove rimane anche la stagione seguente, conquistando la Supercoppa spagnola.
Il 2 luglio 2021 si trasferisce alla Juventus, ritrovando l'allenatore che l'aveva voluta all'Arsenal, Joe Montemurro. Alla stagione d'esordio a Torino, quella del 2021-2022, è tra le protagoniste del treble nazionale con le vittorie di campionato, Coppa e Supercoppa italiana. Divenuta negli anni seguenti uno dei punti fermi della squadra bianconera, bissa la vittoria dello scudetto nella stagione 2024-2025, stavolta agli ordini di Massimiliano Canzi.

### Nazionale
Dopo essere stata convocata in tutte le rappresentative giovanili e nella nazionale B, debutta in nazionale maggiore il 4 aprile 2019, chiamata dalla selezionatrice Corinne Diacre per l'amichevole poi vinta per 3-1 con il Giappone, dove scende in campo da titolare ma, infortunatasi al ginocchio, al 22' deve cedere il posto a Sarah Bouhaddi. Torna in nazionale un mese e mezzo più tardi, ristabilitasi dall'infortunio, nella vittoria per 3-0 sulla Thailandia sempre in amichevole, allo Stade de la Source di Orléans.
Detiene il record d'imbattibilità in nazionale, con 1091 minuti consecutivi.
In nazionale ha vinto una Coppa del Mondo militare nel 2016, una Alanya Cup nel 2018 e le prime tre edizioni del Tournoi de France, nel 2020, 2022 e 2023.

## Statistiche

### Presenze e reti nei club
Statistiche aggiornate al 17 maggio 2025.
| Stagione               | Squadra                | Campionato             | Campionato | Campionato | Coppe nazionali | Coppe nazionali | Coppe nazionali | Coppe internazionali | Coppe internazionali | Coppe internazionali | Altre coppe | Altre coppe | Altre coppe | Totale | Totale |
| Stagione               | Squadra                | Comp                   | Pres       | Reti       | Comp            | Pres            | Reti            | Comp                 | Pres                 | Reti                 | Comp        | Pres        | Reti        | Pres   | Reti   |
| ---------------------- | ---------------------- | ---------------------- | ---------- | ---------- | --------------- | --------------- | --------------- | -------------------- | -------------------- | -------------------- | ----------- | ----------- | ----------- | ------ | ------ |
| 2008-2009              | Olympique Lione        | D1                     | 0          | 0          | CF              | -               | -               | UWCL                 | -                    | -                    | -           | -           | -           | 0      | 0      |
| 2009-2010              | Olympique Lione        | D1                     | 0          | 0          | CF              | -               | -               | UWCL                 | 0                    | 0                    | -           | -           | -           | 0      | 0      |
| 2010-2011              | Olympique Lione        | D1                     | 0          | 0          | CF              | 0               | 0               | UWCL                 | -                    | -                    | -           | -           | -           | 0      | 0      |
| 2011-2012              | Olympique Lione        | D1                     | 0          | 0          | CF              | -               | -               | UWCL                 | -                    | -                    | -           | -           | -           | 0      | 0      |
| 2012-2013              | Olympique Lione        | D1                     | 2          | 0          | CF              | 0               | 0               | UWCL                 | 0                    | 0                    | Cic         | -           | -           | 2      | 0      |
| 2013-2014              | Olympique Lione        | D1                     | 3          | -3         | CF              | 0               | 0               | UWCL                 | 0                    | 0                    | -           | -           | -           | 3      | -3     |
| 2014-2015              | Issy-les-Moulineaux    | D1                     | 16         | -51        | CF              | -               | -               | -                    | -                    | -                    | -           | -           | -           | 16     | -51    |
| 2015-2016              | Saint-Étienne          | D1                     | 16         | -29        | CF              | 0               | 0               | -                    | -                    | -                    | -           | -           | -           | 16     | -29    |
| 2016-2017              | Olympique Marsiglia    | D1                     | 19         | -25        | CF              | 1               | -2              | -                    | -                    | -                    | -           | -           | -           | 20     | -25    |
| 2017-2018              | Olympique Lione        | D1                     | 1          | 0          | CF              | 4               | -1              | UWCL                 | 1                    | 0                    | -           | -           | -           | 6      | -1     |
| Totale Olympique Lione | Totale Olympique Lione | Totale Olympique Lione | 6          | -3         | -               | 4               | -1              | -                    | 1                    | 0                    | -           | -           | -           | 11     | -4     |
| 2018-2019              | Arsenal                | WSL                    | 13         | -11        | WC              | 1               | -3              | -                    | -                    | -                    | WSLC        | 2           | -1          | 17+    | 0+     |
| 2019-2020              | Arsenal                | WSL                    | 3          | -2         | WC              | 2               | 0               | UWCL                 | 3                    | -4                   | WSLC        | 4           | 0           | 20+    | 0+     |
| Totale Arsenal         | Totale Arsenal         | Totale Arsenal         | 16         | -13        | -               | 3               | -3              | -                    | 3                    | -4                   | -           | 6           | -1          | 28     | -21    |
| 2020-2021              | Atlético Madrid        | PD                     | 21         | -18        | CR              | 2               | -1              | UWCL                 | 2                    | -2                   | SS          | 0           | 0           | 25     | -21    |
| 2021-2022              | Juventus               | A                      | 14         | -10        | CI              | 4               | -2              | UWCL                 | 12                   | -9                   | SI          | 2           | -2          | 32     | -23    |
| 2022-2023              | Juventus               | A                      | 20         | -27        | CI              | 3               | -2              | UWCL                 | 9                    | -5                   | SI          | 1           | -1          | 33     | -35    |
| 2023-2024              | Juventus               | A                      | 23         | -26        | CI              | 1               | -3              | UWCL                 | 2                    | -1                   | SI          | 1           | -1          | 27     | -31    |
| 2024-2025              | Juventus               | A                      | 21         | -22        | CI              | 3               | -2              | UWCL                 | 7                    | -13                  | -           | -           | -           | 31     | -36    |
| Totale Juventus        | Totale Juventus        | Totale Juventus        | 78         | -85        | -               | 11              | -9              | -                    | 30                   | -28                  | -           | 4           | -4          | 123    | -126   |
| Totale carriera        | Totale carriera        | Totale carriera        | 173        | -228       | -               | 21              | -16             | -                    | 36                   | -34                  | -           | 10          | -5          | 238    | -307   |

### Cronologia presenze e reti in nazionale
| Cronologia completa delle presenze e delle reti in nazionale ― Francia | Cronologia completa delle presenze e delle reti in nazionale ― Francia | Cronologia completa delle presenze e delle reti in nazionale ― Francia | Cronologia completa delle presenze e delle reti in nazionale ― Francia | Cronologia completa delle presenze e delle reti in nazionale ― Francia | Cronologia completa delle presenze e delle reti in nazionale ― Francia | Cronologia completa delle presenze e delle reti in nazionale ― Francia | Cronologia completa delle presenze e delle reti in nazionale ― Francia |
| Data                                                                   | Città                                                                  | In casa                                                                | Risultato                                                              | Ospiti                                                                 | Competizione                                                           | Reti                                                                   | Note                                                                   |
| ---------------------------------------------------------------------- | ---------------------------------------------------------------------- | ---------------------------------------------------------------------- | ---------------------------------------------------------------------- | ---------------------------------------------------------------------- | ---------------------------------------------------------------------- | ---------------------------------------------------------------------- | ---------------------------------------------------------------------- |
| 4-4-2019                                                               | Auxerre                                                                | Francia                                                                | 3 – 1                                                                  | Giappone                                                               | Amichevole                                                             | -                                                                      | 23’                                                                    |
| 25-5-2019                                                              | Orléans                                                                | Francia                                                                | 3 – 0                                                                  | Thailandia                                                             | Amichevole                                                             | -                                                                      |                                                                        |
| 4-10-2019                                                              | Nîmes                                                                  | Francia                                                                | 4 – 0                                                                  | Islanda                                                                | Amichevole                                                             | -                                                                      |                                                                        |
| 7-3-2020                                                               | Valenciennes                                                           | Francia                                                                | 1 – 0                                                                  | Brasile                                                                | Torneo di Francia                                                      | -                                                                      |                                                                        |
| 18-9-2020                                                              | Subotica                                                               | Serbia                                                                 | 0 – 2                                                                  | Francia                                                                | Qual. Euro 2022                                                        | -                                                                      |                                                                        |
| 22-9-2020                                                              | Skopje                                                                 | Macedonia del Nord                                                     | 0 – 7                                                                  | Francia                                                                | Qual. Euro 2022                                                        | -                                                                      |                                                                        |
| 23-10-2020                                                             | Orléans                                                                | Francia                                                                | 11 – 0                                                                 | Macedonia del Nord                                                     | Qual. Euro 2022                                                        | -                                                                      |                                                                        |
| 27-10-2020                                                             | Wiener Neustadt                                                        | Austria                                                                | 0 – 0                                                                  | Francia                                                                | Qual. Euro 2022                                                        | -                                                                      |                                                                        |
| 27-11-2020                                                             | Guingamp                                                               | Francia                                                                | 3 – 0                                                                  | Austria                                                                | Qual. Euro 2022                                                        | -                                                                      |                                                                        |
| 1-12-2020                                                              | Vannes                                                                 | Francia                                                                | 12 – 0                                                                 | Kazakistan                                                             | Qual. Euro 2022                                                        | -                                                                      |                                                                        |
| 23-2-2021                                                              | Longeville-lès-Metz                                                    | Francia                                                                | 2 – 0                                                                  | Svizzera                                                               | Amichevole                                                             | -                                                                      |                                                                        |
| 9-4-2021                                                               | Caen                                                                   | Francia                                                                | 3 – 1                                                                  | Inghilterra                                                            | Amichevole                                                             | -1                                                                     |                                                                        |
| 13-4-2021                                                              | Le Havre                                                               | Francia                                                                | 0 – 2                                                                  | Stati Uniti                                                            | Amichevole                                                             | -2                                                                     |                                                                        |
| 10-6-2021                                                              | Strasburgo                                                             | Francia                                                                | 1 – 0                                                                  | Germania                                                               | Amichevole                                                             | -                                                                      |                                                                        |
| 17-9-2021                                                              | Patrasso                                                               | Grecia                                                                 | 0 – 10                                                                 | Francia                                                                | Qual. Mondiali 2023                                                    | -                                                                      |                                                                        |
| 21-9-2021                                                              | Murska Sobota                                                          | Slovenia                                                               | 2 – 3                                                                  | Francia                                                                | Qual. Mondiali 2023                                                    | -2                                                                     |                                                                        |
| 22-10-2021                                                             | Créteil                                                                | Francia                                                                | 11 – 0                                                                 | Estonia                                                                | Qual. Mondiali 2023                                                    | -                                                                      |                                                                        |
| 26-10-2021                                                             | Astana                                                                 | Kazakistan                                                             | 0 – 5                                                                  | Francia                                                                | Qual. Mondiali 2023                                                    | -                                                                      |                                                                        |
| 26-11-2021                                                             | Vannes                                                                 | Francia                                                                | 6 – 0                                                                  | Kazakistan                                                             | Qual. Mondiali 2023                                                    | -                                                                      |                                                                        |
| 30-11-2021                                                             | Guingamp                                                               | Francia                                                                | 2 – 0                                                                  | Galles                                                                 | Qual. Mondiali 2023                                                    | -                                                                      |                                                                        |
| 19-2-2022                                                              | Caen                                                                   | Francia                                                                | 2 – 1                                                                  | Brasile                                                                | Torneo di Francia                                                      | -1                                                                     |                                                                        |
| 22-2-2022                                                              | Le Havre                                                               | Francia                                                                | 3 – 1                                                                  | Paesi Bassi                                                            | Torneo di Francia                                                      | -1                                                                     |                                                                        |
| 8-4-2022                                                               | Llanelli                                                               | Galles                                                                 | 1 – 2                                                                  | Francia                                                                | Qual. Mondiali 2023                                                    | -1                                                                     |                                                                        |
| 12-4-2022                                                              | Le Mans                                                                | Francia                                                                | 1 – 0                                                                  | Slovenia                                                               | Qual. Mondiali 2023                                                    | -                                                                      |                                                                        |
| 1-7-2022                                                               | Orléans                                                                | Francia                                                                | 7 – 0                                                                  | Vietnam                                                                | Amichevole                                                             | -                                                                      |                                                                        |
| 10-7-2022                                                              | Rotherham                                                              | Francia                                                                | 5 – 1                                                                  | Italia                                                                 | Euro 2022 - Fase a gironi                                              | -1                                                                     |                                                                        |
| 14-7-2022                                                              | Rotherham                                                              | Francia                                                                | 2 – 1                                                                  | Belgio                                                                 | Euro 2022 - Fase a gironi                                              | -1                                                                     |                                                                        |
| 18-7-2022                                                              | Rotherham                                                              | Francia                                                                | 1 – 1                                                                  | Islanda                                                                | Euro 2022 - Fase a gironi                                              | -1                                                                     |                                                                        |
| 23-7-2022                                                              | Rotherham                                                              | Francia                                                                | 1 – 0 dts                                                              | Paesi Bassi                                                            | Euro 2022 - Quarti di finale                                           | -                                                                      |                                                                        |
| 27-7-2022                                                              | Milton Keynes                                                          | Germania                                                               | 2 – 1                                                                  | Francia                                                                | Euro 2022 - Semifinale                                                 | -2                                                                     |                                                                        |
| 2-9-2022                                                               | Tallinn                                                                | Estonia                                                                | 0 – 9                                                                  | Francia                                                                | Qual. Mondiali 2023                                                    | -                                                                      |                                                                        |
| 6-9-2022                                                               | Sedan                                                                  | Francia                                                                | 5 – 1                                                                  | Grecia                                                                 | Qual. Mondiali 2023                                                    | -1                                                                     |                                                                        |
| 7-10-2022                                                              | Dresda                                                                 | Germania                                                               | 2 – 1                                                                  | Francia                                                                | Amichevole                                                             | -2                                                                     |                                                                        |
| 11-10-2022                                                             | Göteborg                                                               | Svezia                                                                 | 3 – 0                                                                  | Francia                                                                | Amichevole                                                             | -3                                                                     |                                                                        |
| 11-11-2022                                                             | La Nucia                                                               | Norvegia                                                               | 1 – 2                                                                  | Francia                                                                | Amichevole                                                             | -1                                                                     |                                                                        |
| 15-2-2023                                                              | Laval                                                                  | Francia                                                                | 1 – 0                                                                  | Danimarca                                                              | Torneo di Francia                                                      | -                                                                      |                                                                        |
| 21-2-2023                                                              | Angers                                                                 | Francia                                                                | 0 – 0                                                                  | Norvegia                                                               | Torneo di Francia                                                      | -                                                                      |                                                                        |
| 7-4-2023                                                               | Clermont-Ferrand                                                       | Francia                                                                | 5 – 2                                                                  | Colombia                                                               | Amichevole                                                             | -2                                                                     |                                                                        |
| 6-7-2023                                                               | Dublino                                                                | Irlanda                                                                | 0 – 3                                                                  | Francia                                                                | Amichevole                                                             | -                                                                      |                                                                        |
| 14-7-2023                                                              | Melbourne                                                              | Australia                                                              | 1 – 0                                                                  | Francia                                                                | Amichevole                                                             | -1                                                                     |                                                                        |
| 23-7-2023                                                              | Sydney                                                                 | Francia                                                                | 0 – 0                                                                  | Giamaica                                                               | Mondiali 2023 - Fase a gironi                                          | -                                                                      |                                                                        |
| 29-7-2023                                                              | Brisbane                                                               | Francia                                                                | 2 – 1                                                                  | Brasile                                                                | Mondiali 2023 - Fase a gironi                                          | -1                                                                     |                                                                        |
| 2-8-2023                                                               | Sydney                                                                 | Panama                                                                 | 3 – 6                                                                  | Francia                                                                | Mondiali 2023 - Fase a gironi                                          | -3                                                                     |                                                                        |
| 8-8-2023                                                               | Adelaide                                                               | Francia                                                                | 4 – 0                                                                  | Marocco                                                                | Mondiali 2023 - Ottavi di finale                                       | -                                                                      |                                                                        |
| 12-8-2023                                                              | Brisbane                                                               | Australia                                                              | 0 – 0 dts (7 - 6 dtr)                                                  | Francia                                                                | Mondiali 2023 - Quarti di finale                                       | -                                                                      | 120+3’                                                                 |
| 1-12-2023                                                              | Rennes                                                                 | Francia                                                                | 3 – 0                                                                  | Austria                                                                | UEFA Women's Nations League 2023-2024 - Fase a gironi                  | -                                                                      |                                                                        |
| 23-2-2024                                                              | Décines-Charpieu                                                       | Francia                                                                | 2 – 1                                                                  | Germania                                                               | UEFA Women's Nations League 2023-2024 - Semifinale                     | -1                                                                     |                                                                        |
| 28-2-2024                                                              | Siviglia                                                               | Spagna                                                                 | 2 – 0                                                                  | Francia                                                                | UEFA Women's Nations League 2023-2024 - Finale                         | -2                                                                     |                                                                        |
| 5-4-2024                                                               | Longeville-lès-Metz                                                    | Francia                                                                | 1 – 0                                                                  | Irlanda                                                                | Qual. Euro 2025                                                        | -                                                                      |                                                                        |
| 9-4-2024                                                               | Göteborg                                                               | Svezia                                                                 | 0 – 1                                                                  | Francia                                                                | Qual. Euro 2025                                                        | -                                                                      |                                                                        |
| 31-5-2024                                                              | Newcastle upon Tyne                                                    | Inghilterra                                                            | 1 – 2                                                                  | Francia                                                                | Qual. Euro 2025                                                        | -                                                                      |                                                                        |
| 4-6-2024                                                               | Saint-Etienne                                                          | Francia                                                                | 1 – 2                                                                  | Inghilterra                                                            | Qual. Euro 2025                                                        | -2                                                                     |                                                                        |
| 12-7-2024                                                              | Digione                                                                | Francia                                                                | 2 – 1                                                                  | Svezia                                                                 | Qual. Euro 2025                                                        | -1                                                                     |                                                                        |
| 25-7-2024                                                              | Décines-Charpieu                                                       | Francia                                                                | 3 – 2                                                                  | Colombia                                                               | Olimpiadi 2024 - 1º turno                                              | -2                                                                     |                                                                        |
| 28-7-2024                                                              | Saint-Étienne                                                          | Francia                                                                | 1 – 2                                                                  | Canada                                                                 | Olimpiadi 2024 - 1º turno                                              | -1                                                                     | 64’                                                                    |
| 31-7-2024                                                              | Décines-Charpieu                                                       | Nuova Zelanda                                                          | 1 – 2                                                                  | Francia                                                                | Olimpiadi 2024 - 1º turno                                              | -1                                                                     |                                                                        |
| 30-11-2024                                                             | Angers                                                                 | Francia                                                                | 2 – 1                                                                  | Nigeria                                                                | Amichevole                                                             | -1                                                                     |                                                                        |
| 21-2-2025                                                              | Tolosa                                                                 | Francia                                                                | 1 – 0                                                                  | Norvegia                                                               | UEFA Women's Nations League 2025 - 1º turno                            | -                                                                      |                                                                        |
| 25-2-2025                                                              | Le Mans                                                                | Francia                                                                | 3 – 2                                                                  | Islanda                                                                | UEFA Women's Nations League 2025 - 1º turno                            | -2                                                                     |                                                                        |
| 4-4-2025                                                               | San Gallo                                                              | Svizzera                                                               | 0 – 2                                                                  | Francia                                                                | UEFA Women's Nations League 2025 - 1º turno                            | -                                                                      |                                                                        |
| 8-4-2025                                                               | Oslo                                                                   | Norvegia                                                               | 0 – 2                                                                  | Francia                                                                | UEFA Women's Nations League 2025 - 1º turno                            | -                                                                      | cap.                                                                   |
| 30-5-2025                                                              | Tomblaine                                                              | Francia                                                                | 4 – 0                                                                  | Svizzera                                                               | UEFA Women's Nations League 2025 - 1º turno                            | -                                                                      |                                                                        |
| 3-6-2025                                                               | Reykjavik                                                              | Islanda                                                                | 0 – 2                                                                  | Francia                                                                | UEFA Women's Nations League 2025 - 1º turno                            | -                                                                      |                                                                        |
| 27-6-2025                                                              | Grenoble                                                               | Francia                                                                | 3 – 2                                                                  | Brasile                                                                | Amichevole                                                             | -2                                                                     |                                                                        |
| 5-7-2025                                                               | Zurigo                                                                 | Francia                                                                | 2 – 1                                                                  | Inghilterra                                                            | Euro 2025 - 1° turno                                                   | -1                                                                     | 90+1’                                                                  |
| 9-7-2025                                                               | San Gallo                                                              | Francia                                                                | 4 – 1                                                                  | Galles                                                                 | Euro 2025 - 1° turno                                                   | -1                                                                     |                                                                        |
| 13-7-2025                                                              | Basilea                                                                | Paesi Bassi                                                            | 2 – 5                                                                  | Francia                                                                | Euro 2025 - 1° turno                                                   | -2                                                                     |                                                                        |
| 19-7-2025                                                              | Basilea                                                                | Francia                                                                | 1 – 1 dts (5 - 6 dtr)                                                  | Germania                                                               | Euro 2025 - Quarti di finale                                           | -1                                                                     |                                                                        |
| Totale                                                                 |                                                                        | Presenze                                                               | 69                                                                     |                                                                        | Reti                                                                   | -48                                                                    |                                                                        |

## Palmarès

### Club

#### Competizioni nazionali
- Campionato francese: 3

Olympique Lione: 2012-2013, 2013-2014, 2017-2018
- Coppa di Francia: 2

Olympique Lione: 2012-2013, 2013-2014
- Campionato inglese: 1

Arsenal: 2018-2019
- Supercoppa spagnola: 1

Atlético Madrid: 2021
- Supercoppa italiana: 2

Juventus: 2021, 2023
- Campionato italiano: 2

Juventus: 2021-2022, 2024-2025
- Coppa Italia: 3

Juventus: 2021-2022, 2022-2023, 2024-2025

#### Competizioni internazionali
- UEFA Women's Champions League: 1

Olympique Lione: 2017-2018

### Individuale
- Gran Galà del calcio AIC: 1

Squadra dell'anno: 2022